# بركة الطلحات
محطة الطلحات أو بركة الطلحات أو القرعاء أو البيضة هي منزل من منازل طريق الحج الكوفي، درب زبيدة، في شعيب الطلحات بناحية الشبكة بقضاء النجف بمحافظة النجف في سهل البيضا، بالبادية العراقية غرب العراق، سُجّلت موقعاً أثرياً لدى الحكومة العراقية، وذُكر سنة 2022 أن الحكومة العراقية ساعية إلى تأهيل أربعة مواقع من درب زبيدة، هنّ (محطة الطلحات)، والعقبة وشَراف وأم القرون لتسجيلهن في لائحة اليونيسكو للتراث العالمي.
كان الحاج الكوفي في درب زبيدة يمر بمحطة بركة المسيجد ثم بركة الطلحات ثم بركة العمية.
رأى عباس شمس الدين أن بئر المرتمى التي ذكرها الحموي في معجمه(1) هي بركة الطلحات.
| الموقع       | البعد كيلومتراً |
| بركة الطلحات | 124            |
| الشبكة       |                |
| بركة مسيجد   | 111            |
| بركة العمية  | 136            |

## الهوامش
- «1»: قال الحموي في معجمه "وأحساء بني وهب، على خمسة أميال من المرتمى، بين القرعاء وواقصة، على طريق الحاجّ، فيه بركة وتسع آبار كبار وصغار".[6]